# 미겔 앙헬 루이스 가르시아
미겔 앙헬 루이스 가르시아(스페인어: Miguel Ángel Ruiz García, 카스티야-라 만차 주 톨레도 ~)는 스페인의 전직 축구 선수로, 현역 시절 중앙 수비수로 활약했다.

## 클럽 경력
루이스는 카스티야-라 만차 주 톨레도 출신이다. 그는 1977년에 아틀레티코 마드리드에서 프로 무대 신고식을 치렀다. 1979-80 시즌부터 그는 스페인 수도 연고 구단의 수비 주축으로 거듭나 몸상태가 양호한 경우 대부분의 라 리가 경기에 출전해 두 번의 주요 대회 우승에 일조했다. 그는 1986년 컵위너스컵 결승전 진출에 일조했지만, 디나모 키이우에 0-3으로 패하면서 준우승에 만족해야 했다.
1987년 여름, 루이스는 아틀레티코 동료 클레멘테와 함께 2부 리그의 말라가로 이적해 안달루시아에서 승격과 강등을 1차례씩 경험했다. 1991년, 그는 알바세테에서의 단 한 시즌에 1부 리그 승격에 일조하고 36세에 현역에서 은퇴했다.
이후 루이스는 아틀레티코 마드리드, 발렌시아, 테네리페, 그리고 알바세테에서 단장을 맡았었다. 2009년 11월, 그는 구단의 재정 문제로 직위를 내려놓았다.

## 수상
아틀레티코 마드리드
- 코파 델 레이: 1984-85
- 수페르코파 데 에스파냐: 1985
- 컵위너스컵 준우승: 1985-86

말라가
- 세군다 디비시온: 1987-88

알바세테
- 세군다 디비시온: 1990-91